# Szydłowo (gmina, Grande-Pologne)
Pour les articles homonymes, voir Szydłowo.
Szydłowo est une gmina rurale du powiat de Piła, Grande-Pologne, dans le centre-ouest de la Pologne. Son siège est le village de Szydłowo, qui se situe environ 8 km à l'ouest de Piła et 87 km au nord de la capitale régionale Poznań.
La gmina couvre une superficie de 267,46 km2 pour une population de 7 612 habitants.

## Géographie

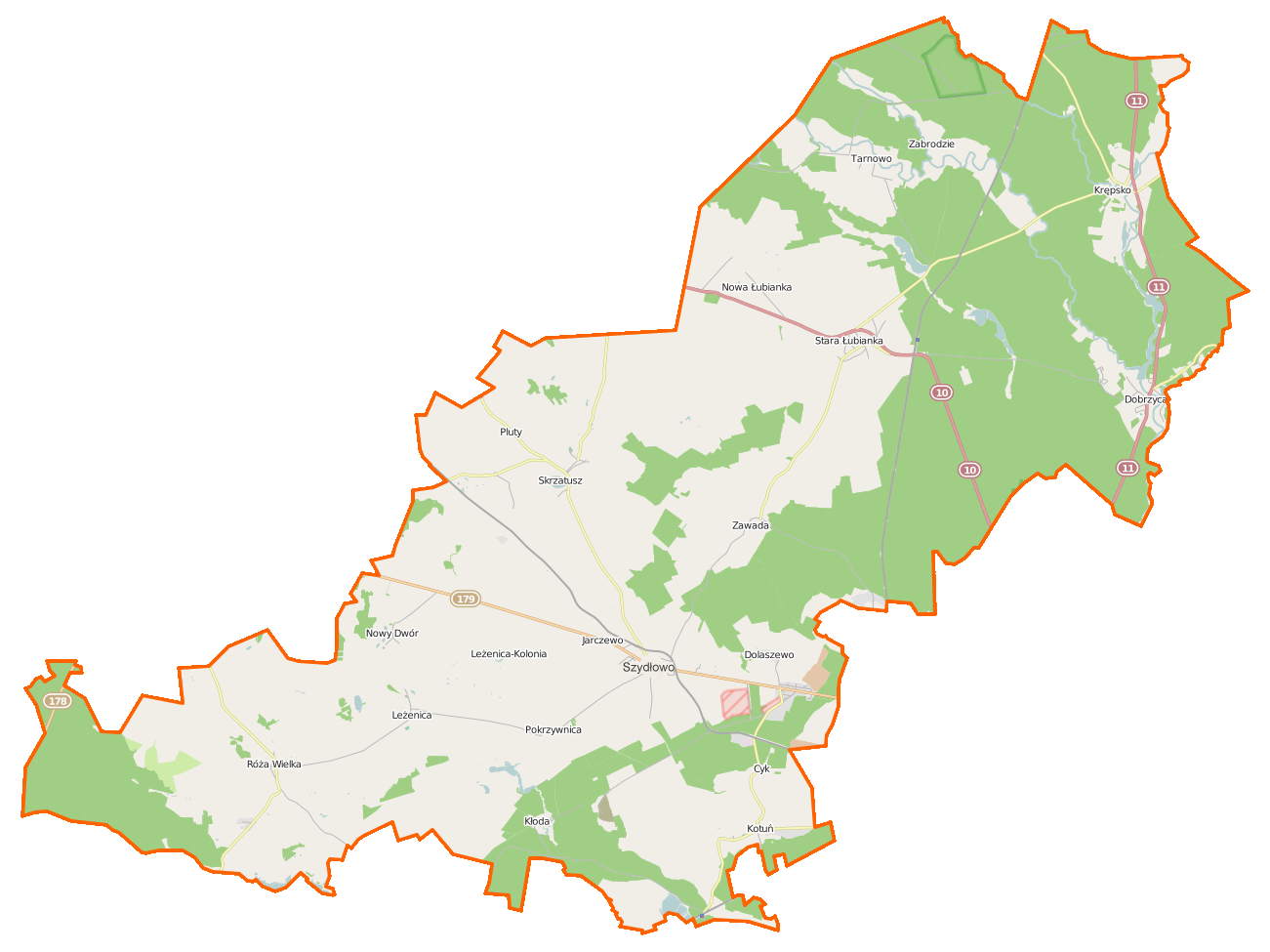
Plan de la gmina.

Outre le village de Szydłowo, la gmina inclut les villages de:
- Dobrzyca
- Dolaszewo
- Gądek
- Jaraczewo
- Kłoda
- Kotuń
- Krępsko
- Leżenica
- Leżenica-Kolonia
- Nowa Łubianka
- Nowy Dwór
- Pokrzywnica
- Róża Wielka
- Skrzatusz
- Stara Łubianka
- Tarnowo
- Zawada

### Gminy voisines
La gmina de Szydłowo est bordée des gminy de:
- Jastrowie
- Krajenka
- Piła
- Tarnówka
- Trzcianka
- Wałcz

## Structure du terrain
D'après les données de 2002, la superficie de la commune de Szydłowo est de 267,46 km², répartis comme tel :
- terres agricoles : 57 %
- forêts : 39 %

La commune représente 21,11 % de la superficie du powiat.

## Démographie
Données du 30 juin 2004 :
| description        | Total  | Total | Femmes | Femmes | Hommes | Hommes |
| ------------------ | ------ | ----- | ------ | ------ | ------ | ------ |
| Unité              | Nombre | %     | Nombre | %      | Nombre | %      |
| population         | 7 301  | 100   | 3 632  | 49,7   | 3 669  | 50,3   |
| Densité (hab./km²) | 27,3   | 27,3  | 13,6   | 13,6   | 13,7   | 13,7   |